# Webb’s First Deep Field

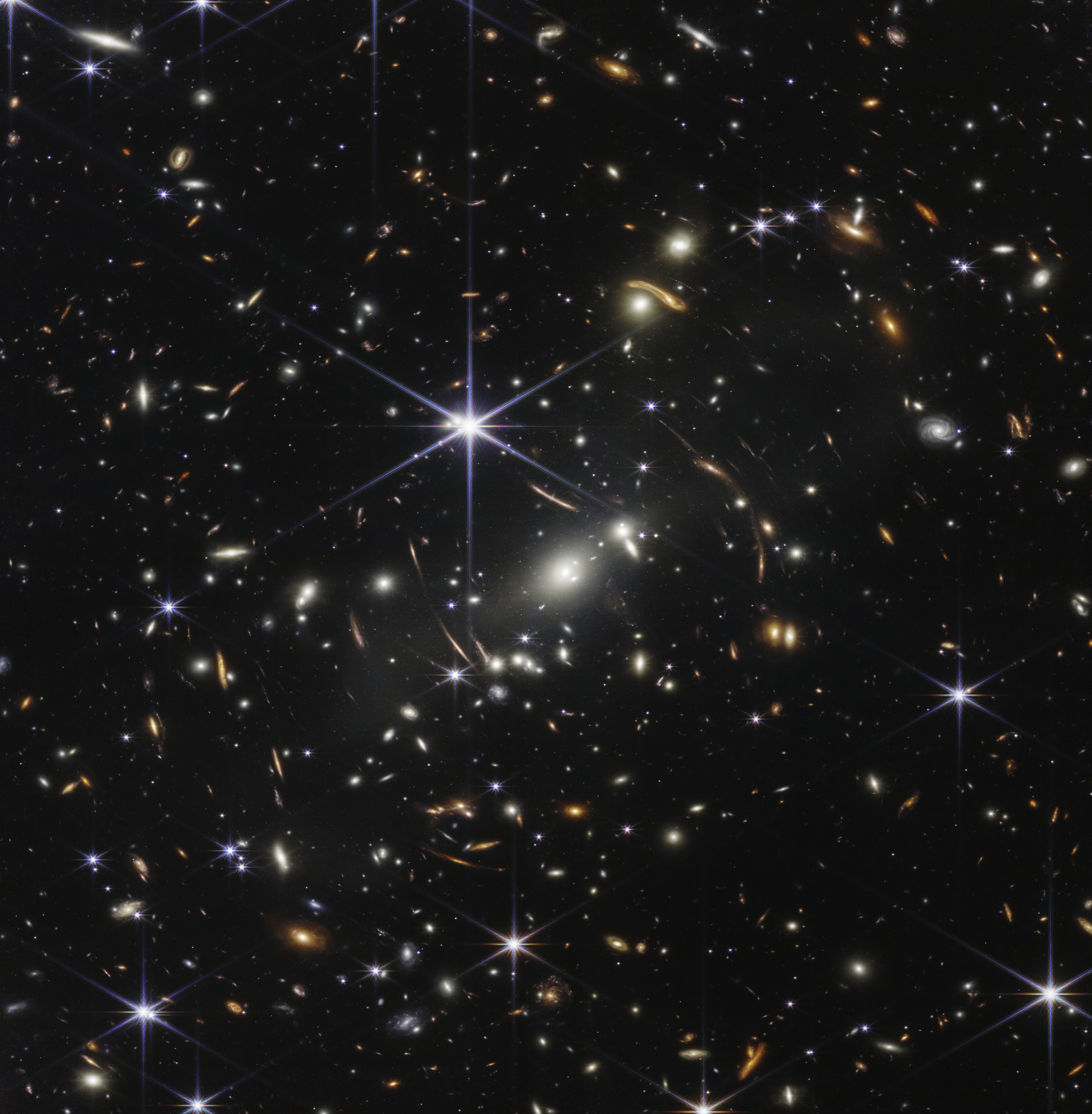
Webb's First Deep Field

Перше глибоке поле Вебба (англ. Webb's First Deep Field) — перше зображення глибокого космосу, отримане космічним телескопом "Джеймс Вебб" і опубліковане 11 липня 2022 року. На складеному зображенні, зробленому камерою ближнього інфрачервоного діапазону NIRCam «Джеймса Вебба», видно ділянку неба Південної півкулі. На зображенні видно тисячі галактик, зокрема скупчення галактик SMACS J0723.3-7327, розташоване на відстані 4,6 млрд світлових років. Його кутові розміри приблизно з піщинку, яку тримають на відстані витягнутої руки. Найвіддаленіші галактики, що потрапили на знімок, розташовані на відстані понад 13 млрд. св.р. Це інфрачервоне зображення раннього Всесвіту з найвищою роздільною здатністю з будь-коли зроблених.

## Значення
На зображенні видно ранній Всесвіт з найвищою роздільною здатністю з будь-коли зроблених .
Перше глибоке поле Вебба - це перше повнокольорове зображення телескопа Джеймс Вебб і, на момент видання — інфрачервоне зображення Всесвіту з найвищою роздільною здатністю. На зображенні видно тисячі галактик, багато з яких виявлено вперше .
Презентація зображення для публіки пройшла в Білому домі 11 липня 2022 .